# Grammadera
Grammadera är ett släkte av insekter. Grammadera ingår i familjen vårtbitare.
Kladogram enligt Catalogue of Life:
| Grammadera | \| \| Grammadera albida \| \| \| \| \| \| Grammadera chapadensis \| \| \| \| \| \| Grammadera clara \| \| \| \| \| \| Grammadera forcipata \| \| \| \| \| \| Grammadera hastata \| \| \| \| \| \| Grammadera janeirensis \| \| \| \| \| \| Grammadera pellucida \| \| \| \| \| \| Grammadera rosea \| \| \| \| \| \| Grammadera rostrata \| \| \| \| \| \| Grammadera steinbachi \| \| \| \| |
|            | \| \| Grammadera albida \| \| \| \| \| \| Grammadera chapadensis \| \| \| \| \| \| Grammadera clara \| \| \| \| \| \| Grammadera forcipata \| \| \| \| \| \| Grammadera hastata \| \| \| \| \| \| Grammadera janeirensis \| \| \| \| \| \| Grammadera pellucida \| \| \| \| \| \| Grammadera rosea \| \| \| \| \| \| Grammadera rostrata \| \| \| \| \| \| Grammadera steinbachi \| \| \| \| |
|            | Grammadera albida |
|            | |
|            | Grammadera chapadensis |
|            | |
|            | Grammadera clara |
|            | |
|            | Grammadera forcipata |
|            | |
|            | Grammadera hastata |
|            | |
|            | Grammadera janeirensis |
|            | |
|            | Grammadera pellucida |
|            | |
|            | Grammadera rosea |
|            | |
|            | Grammadera rostrata |
|            | |
|            | Grammadera steinbachi |
|            | |